# Balanophora
Genre
Balanophora est un genre de plantes à fleurs s de la famille des Balanophoraceae. Ce sont des plantes parasites.
Ces espèces se rencontrent dans certaines parties de l'Asie tropicale et tempérée, y compris dans l'Himalaya oriental, la région de Malesia, les îles du Pacifique, Madagascar et l'Afrique tropicale,. Il existe une vingtaine d'espèces reconnues, y compris B. coralliformis récemment découverte. De nombreuses espèces émettent une odeur qui attire peut-être les pollinisateurs de la même manière que les pollinisateurs sont attirés par les Rafflesia.

## Taxonomie
Le genre a été décrit pour la première fois en 1775 par Johann Reinhold Forster et son fils Georg Forster dans Characteres Generum Plantarum,.
Le nom générique dérive des mots grec ancien balanos (βάλανος), signifiant "gland" et pherein (φέρειν), signifiant "porter".
Balanophora yuwanensis, souvent considérée comme la même espèce que Balanophora yakushimensis, fournirait au lapin d'Amami à fourrure sombre (Pentalagus furnessi) des archipel Ryukyu des tissus végétatifs en guise de récompense pour la dispersion des graines. Auparavant, la dispersion des graines de B. yuwanensis était un mystère,.

## Liste des espèces
Selon GBIF (23 décembre 2023) :
- Balania mutinodes (Hayata) Masam.
- Balaniella junghuehnii Tiegh.
- Balanophora abbreviata Blume
- Balanophora aphylla Luu, H.D.Trán & H.C.Nguyen
- Balanophora appressa R.X.Yu & S.Y.Zhou
- Balanophora burmanniana Griff., 1844
- Balanophora coralliformis Barcelona, Tandang & Pelser
- Balanophora cucphuongensis Bân
- Balanophora dentata Tiegh.
- Balanophora dioica R.Br. ex Royle
- Balanophora dioica R.Br., 1832
- Balanophora dioica T.Itô
- Balanophora elongata Blume
- Balanophora fargesii (Tiegh.) Harms
- Balanophora flava (Hook.fil.) Lidén
- Balanophora fungosa J.R.Forst. & G.Forst.
- Balanophora hansenii Hambali
- Balanophora harlandii Hook.fil.
- Balanophora indica Wall. ex Hook.f., 1856
- Balanophora involucrata Hook.fil.
- Balanophora japonica Makino
- Balanophora latisepala (Tiegh.) Lecomte
- Balanophora laxiflora Hemsl.
- Balanophora lowii Hook.fil.
- Balanophora nipponica Makino
- Balanophora papuana Schltr.
- Balanophora parajaponica R.X.Yu, S.Y.Zhou & Y.Q.Li
- Balanophora polyandra Griff.
- Balanophora reflexa Becc.
- Balanophora tobiracola Makino
- Balanophora typhina Wall., 1832
- Balanophora wilderi Setch.
- Balanophora yakushimensis Hatus. & Masam.

Balanophora a pour synonymes :
- Acroblastum Sol. ex Seem.
- Acroblastum Sol. ex Setch.
- Balaneikon Setch.
- Balania Tiegh.
- Balaniella Tiegh.
- Bivolva Tiegh.
- Cynopsole Endl.
- Polyplethia (Griff.) Tiegh.

## Utilisation
Plusieurs espèces de Balanophora sont utilisées dans la médecine traditionnelle dans de nombreuses cultures asiatiques. Par exemple, à Taïwan et en Chine, Balanophora est connu sous le nom de "she-gu" (champignon de pierre) et en Thaïlande sous le nom de "hoh-ra-tao-su-nak". Dans les deux cas, la plante est utilisée pour traiter une variété de maladies et a divers usages rituels. Les tubercules de Balanophora sont riches en une substance semblable à de la cire qui est utilisée à Java comme combustible pour les torches,.